# Pyrenaearia
Pyrenaearia é um género de gastrópode  da família Hygromiidae.
Este género contém as seguintes espécies:
- Pyrenaearia cantabrica (Hidalgo, 1873)
- Pyrenaearia carascalensis (Férussac, 1821)
- Pyrenaearia carascalopsis (Bourguignat in Fagot, 1884)
- Pyrenaearia cotiellae (Fagot, 1906)
- Pyrenaearia daanidentata Raven, 1988
- Pyrenaearia molae Haas, 1924
- Pyrenaearia navasi (Fagot, 1907)
- Pyrenaearia oberthueri (Ancey, 1884)
- Pyrenaearia organiaca (Fagot, 1905)
- Pyrenaearia parva Ortiz de Zárate, 1956
- Pyrenaearia poncebensis Ortiz de Zárate, 1956
- Pyrenaearia schaufussii (Kobelt, 1876)
- Pyrenaearia velascoi (Hidalgo, 1867)